# Louvain-la-Neuve (chanson)
Pour la ville, voir Louvain-la-Neuve.
Louvain-la-Neuve est une chanson du chanteur belge Edouard Priem, sortie en 1996.
Elle parle de la ville de Louvain-la-Neuve, ville universitaire où se situe l'UCLouvain. 
La chanson n'a qu'un petit succès au niveau de la vente de disque (seulement 5500 unités), elle est rapidement devenue l'hymne des étudiants de la ville,, et est passé à la fin de toutes les soirées estudiantines de la ville. Un extrait de la chanson est reproduit sur un panneau dans la rue des Wallons.